# تيفاني غوثير
تيفاني غوثير (بالفرنسية: Tiffany Gauthier)‏ هي متزحلقة فرنسية، ولدت في 2 ديسمبر 1993 في سانت إتيان في فرنسا.

## وصلات خارجية
- تيفاني غوثير على موقع الاتحاد الدولي للتزلج (التزلج على المنحدرات الثلجية) (الإنجليزية)
- تيفاني غوثير على موقع اللجنة الأولمبية الدولية (الإنجليزية)
- تيفاني غوثير على موقع أوليمبيديا (الإنجليزية)
- تيفاني غوثير على موقع اللجنة الأولمبية الفرنسية (مؤرشف) (الفرنسية)